# Schibi na torturach
Schibi na torturach (niem. Schibi auf der Folter) – litografia wykonana przez szwajcarskiego malarza i karykaturzystę Martina Distelego w 1839 roku, znajdująca się w zbiorach Szwajcarskiego Muzeum Narodowego w Zurychu.

## Opis
Przedstawiona scena odnosi się do zakończonego klęską powstania chłopskiego, do którego doszło w roku 1653 na terenie Starej Konfederacji Szwajcarskiej i represjach władz na jego uczestnikach.   
Christian Schibi (także Schybi), przywódca chłopskich powstańców z Entlebuch, poddawany jest torturom na wieży ratusza w Sursee. Po prawej stronie widoczni są trzej przedstawiciele władzy, z których najbardziej wyróżnia się ubrany w futro i noszący łańcuch radny Kaspar Pfyffer, który prowadzi przesłuchanie i tortury. Jego lewa dłoń spoczywa na Biblii, co ma podkreślać przywłaszczenie sobie boskiego prawa dla władzy. Skupiony i przerażony protokolant pochyla się nad książką, starając się zapisać piórem każde słowo, które będzie można wykorzystać przeciwko ofierze. Mężczyzna stojący za nimi, trzyma w prawej dłoni laskę przypominającą berło, która podkreśla godność i rangę przedstawiciela rady miasta, zaś krucyfiks na stole, że władza działa jako przedstawicielka Boga na ziemi. 
Po lewej stronie widoczni są ich poddani, z dominującą nad wszystkimi postacią Christiana Schibiego, będącego alegorią ukrzyżowanego Jezusa Chrystusa. Ze związanymi rękami i nogami, okrutnie torturowany na wciągarce za pomocą wałka z ćwiekami, jest silny, dostojny i nieugięty; wie że zostanie zabity, ale niczym ukrzyżowany Chrystus umiera w słusznej sprawie i pozostaje zwycięski. Po obu stronach Schibiego widać dwóch oprawców-współwięźniów, nad którymi znajdują się łańcuchy, na które oni także są skazani. We wnęce znajdują się dzban z wodą i bochenek chleba, co można interpretować jako tabernakulum z chlebem i winem na ostatnią w tym przypadku wieczerzę. Masywna krata w otworze ściennym uniemożliwia ucieczkę, ale jasne światło nie pada na katów, ale na Schibiego. Pies nie mogąc znieść tego okrucieństwa, chowa się pod stołem.